# Fasolt
Fasolt, Fasold o Vasolt è un personaggio immaginario che compare nelle seguenti opere:
- Il poema eroico medio alto tedesco Eckenlied (1230 circa)
- Il compendio antico norvegese delle leggende tedesche noto come Thidrekssaga (1250 circa)
- L'opera di Richard Wagner Das Rheingold in cui viene brutalmente ucciso dal fratello Fáfnir per il potere dell'anello dei Nibelunghi (1869)

## Caratterizzazione del personaggio
Il nome Fasolt deriva probabilmente da una radice simile all'antico alto tedesco faso, filo, e molto probabilmente si riferisce ai lunghi capelli intrecciati che è descritto come avere nell'Eckenlied.  Potrebbe essere stato originariamente un demone della tempesta, come evidenziato da una preghiera del XVII secolo alle streghe sul monte Jochgrimm fuori Bolzano per far sì che Fasolt mandasse tempeste lontano.